# Gerd Heidler
Gert Heidler (Doberschau-Gaußig, 30 de janeiro de 1948) é um ex-futebolista profissional alemão que atuava como atacante, campeão olímpico.

## Títulos
Alemanha Oriental
- Jogos Olímpicos: 1976

## Ligações Externas
- Perfil na Sports Reference